# Castillo de Benicasim
El castillo de Benicasim, llamado también castillo de Centinela, se localiza en un montículo (detrás del ayuntamiento) junto al casco urbano, realmente en el centro del actual núcleo urbano de Benicasim, en la comarca de la Plana Alta, de la provincia de Castellón. Por declaración genérica está catalogado como Bien de Interés Cultural y presenta anotación ministerial número: R-I-51-0011575 y fecha de anotación 14 de marzo de 2006.
Se trata de un castillo de tipo montano y fue construido en el siglo XII, siendo coetáneo a otras construcciones costeras musulmanas, considerándolo algunos autores una avanzada del castillo de Montornés.

## Historia
Este castillo se encontraba incluido en la Tenencia de Montornés, al igual que Puebla Tornesa y el feudo de Burriana. Montornés perteneció a los dominios aragoneses desde Pedro I el Grande a finales del siglo XI, cuando la presencia almorávide y la muerte del Cid, en 1099, amenaza la permanencia de las posesiones de Pedro I en la zona. El Castillo fue conquistado por los almorávides en 1103, aunque pasó definitivamente a dominios cristianos en 1234. Es a partir de este momento cuando surge la baronía de Benicasim y Montornés la cual se otorgó por parte de  Jaime I de Aragón, a Pedro Sanz de Martell, notario Real de Jaime I, el 29 de noviembre de 1242. Pese a que en 1268 Montornés es donado en feudo a la iglesia de San Vicente de la Roqueta de Valencia, al final el feudo pasará al Monasterio de Poblet el 12 de diciembre de 1287 por concesión de Alfonso III de Aragón. Es por documentos conservados en al Archivo Capitular de la Catedral de Tortosa, referentes a la visita pastoral del Obispo Paholac a su diócesis de Tortosa realizada desde agosto de 1314 a marzo de 1316, que se conoce el perfil del castillo de Benicasim que se encuentra dibujado en el mismo, así como diversas noticias sobre su población.
Estuvo en posesión de Juan Ximénez (hijo de Pedro Ximénez se Arenós) en 1333, en 1416 pasa la jurisdicción señorial al obispo de Vich, Alfonso de Thous por concesión real, hasta finales de 1420, cuando por muerte de este es comoprado por Gilberto de Centelles, señor de Nules. No se quedará mucho tiempo en dominio de los Centelles, ya que en 1467 Juan II de Aragón se lo donará a Juan Pagés, que pertenece a la familia que poseerá el señorío de la Tenencia durante medio siglo, hasta que el año 1515 Nicolás de Casalduch, ciudadano de Castellón, y señor de la Sierra d´En Galcerán, lo compró. Es así como el 8 de diciembre de 1589 Doña Violante de Casalduch otorga carta de población en el castillo de Benicasim del Señorío de Montornés y Benicasim a 10 pobladores, a quienes se les suman 16 pobladores más, a los que el 22 de septiembre de 1593 otorga carta de población en la torre situada en el término de Benicasim y Montornés. Los Casalduch fueron los señores de las baronías hasta que en 1620 el padre, y administrador del heredero, vendió y disgregó el vínculo fundado el 1534 por Nicolás de Casalduch, la Tenencia de Montornés y la baronía de Benicasim. La venta de la baronía de Benicasim y la Torre del Señor se llevó a cabo el 24 de febrero de 1620 a favor de Claudi Luperc Ferrer. La baronía continuó en posesión de esta familia hasta que sin descendencia del último barón pasa a Francisco Giner Feliu sobrino de su mujer.

## Descripción
En el momento de su construcción el castillo se situaba en un pequeño montículo junto al casco urbano de Benicasim, dominando la población y en conexión visual con su vecino castillo de Montornés y con la torre vigía de San Julián (hoy desaparecida), situada junto a la costa. Más tarde, con la construcción del nuevo Ayuntamiento a los pies de dicho montículo y de una altura casi igual a éste, el castillo ha quedado dentro del casco urbano y casi oculto en su práctica totalidad, tanto a la como a su acceso. Por otra parte, el montículo sufrió un desmonte parcial al realizarse las otras de la carretera nacional 340 que circula al oeste del castillo.
Atendiendo a los documentos correspondientes a la visita del obispo Paholac a su diócesis en 1214, el castillo disponía de la torre del homenaje en posición superior y dos torres inferiores que podrían corresponder a la muralla que lo rodeaba. En la actualidad se pueden distinguir restos de dos torres y un lienzo de muralla que recae al sur, así como parte de un aljibe, y restos de la antigua iglesia que posteriormente pasó a formar parte del convento franciscano reconvertido más tarde en cuartel.